# Phumzile Mlambo-Ngcuka
Phumzile Mlambo-Ngcuka (sinh 1955) là một chính trị gia Nam Phi và cũng là một quan chức Liên Hợp Quốc, hiện đang là Giám đốc điều hành của Tổ chức Phụ nữ Liên Hợp Quốc cùng với chức vụ Trợ tá Tổng thư ký. Bà từng là Phó Tổng thống Nam Phi từ năm 2005 đến năm 2008, là người phụ nữ đầu tiên giữ chức vụ này cho đến thời điểm đó, đồng thời cũng là người phụ nữ giữ chức danh cao nhất trong lịch sử Nam Phi. Trong thời gian làm phó chủ tịch Nam Phi, bà giám sát các chương trình chống đói nghèo và đảm bảo lợi ích của người nghèo từ những lợi thế của nền kinh tế đang phát triển.

## Phó Tổng thống
Ngày 22 tháng 6 năm 2005, Tổng thống Thabo Mbeki bổ nhiệm bà Phumzile Mlambo-Ngcuka đảm đương vai trò phó Tổng thống Nam Phi. Ngay sau khi việc bổ nhiệm được công bố, bà đã bị những người ủng hộ cựu Tổng thống Zuma phản đối trong một cuộc biểu tình ở KwaZulu-Natal.
Vào tháng 12 năm 2007, bà bị loại khỏi Ủy ban điều hành quốc gia của ANC sau khi các đại biểu là đảng viên quyết định bầu một ứng viên khác, vốn ủng hộ cựu Tổng thống Zuma.
Tổng thống Mbeki từ chức vào tháng 9 năm 2008 sau khi Ủy ban điều hành quốc gia phản đối các cáo buộc của Mbeki trong việc truy tố Jacob Zuma về các hoạt động phạm pháp, quyết định phế truất ông. Vào ngày 23 tháng 9, sau sự kiện này, hầu hết nội các Nam Phi đã từ chức, Mlambo-Ngcuka cũng thuộc số này.
Mlambo-Ngcuka gia nhập COPE vào cuối tháng 2 năm 2009.